# Baka (popolo)
Baka è una popolazione di pigmei che vive nella foresta equatoriale dell'Africa centrale, in Congo, Gabon, Camerun e Repubblica Centrafricana.
Popolo africano di cacciatori-raccoglitori, i Pigmei Baka vivono nelle foreste africane congolesi, camerunesi e gabonesi.
Tra le caratteristiche principali di questo popolo vi è la bassa statura, la propensione alla creazione di tecniche di caccia variegate e una parlata molto prolissa, a differenza di altri popoli indigeni.
Uno dei principali problemi che devono affrontare è la mancanza di riconoscimento dei loro diritti territoriali. Secondo Survival International, il movimento mondiale per i diritti dei popoli indigeni, finché questi diritti non verranno riconosciuti, gli estranei e lo Stato potranno continuare ad appropriarsi della loro terra, da cui dipendono per sopravvivere.
Molte comunità vengono sfrattate illegalmente nel nome della conservazione dell'ambiente. Nel Camerun sud-orientale, ad esempio, gran parte della terra ancestrale dei Baka è stata trasformata in parchi nazionali oppure assegnata a società che organizzano safari di caccia.
"Un tempo, la foresta era per i Baka, ora non lo è più. Ci muovevamo nella foresta secondo i cicli stagionali, ma adesso abbiamo paura” ha raccontato a Survival un uomo Baka. “Come possono proibirci di andare nella foresta? Non sappiamo come vivere diversamente. Ci picchiano, ci uccidono e ci costringono a fuggire in Congo.”